# 上海市经济

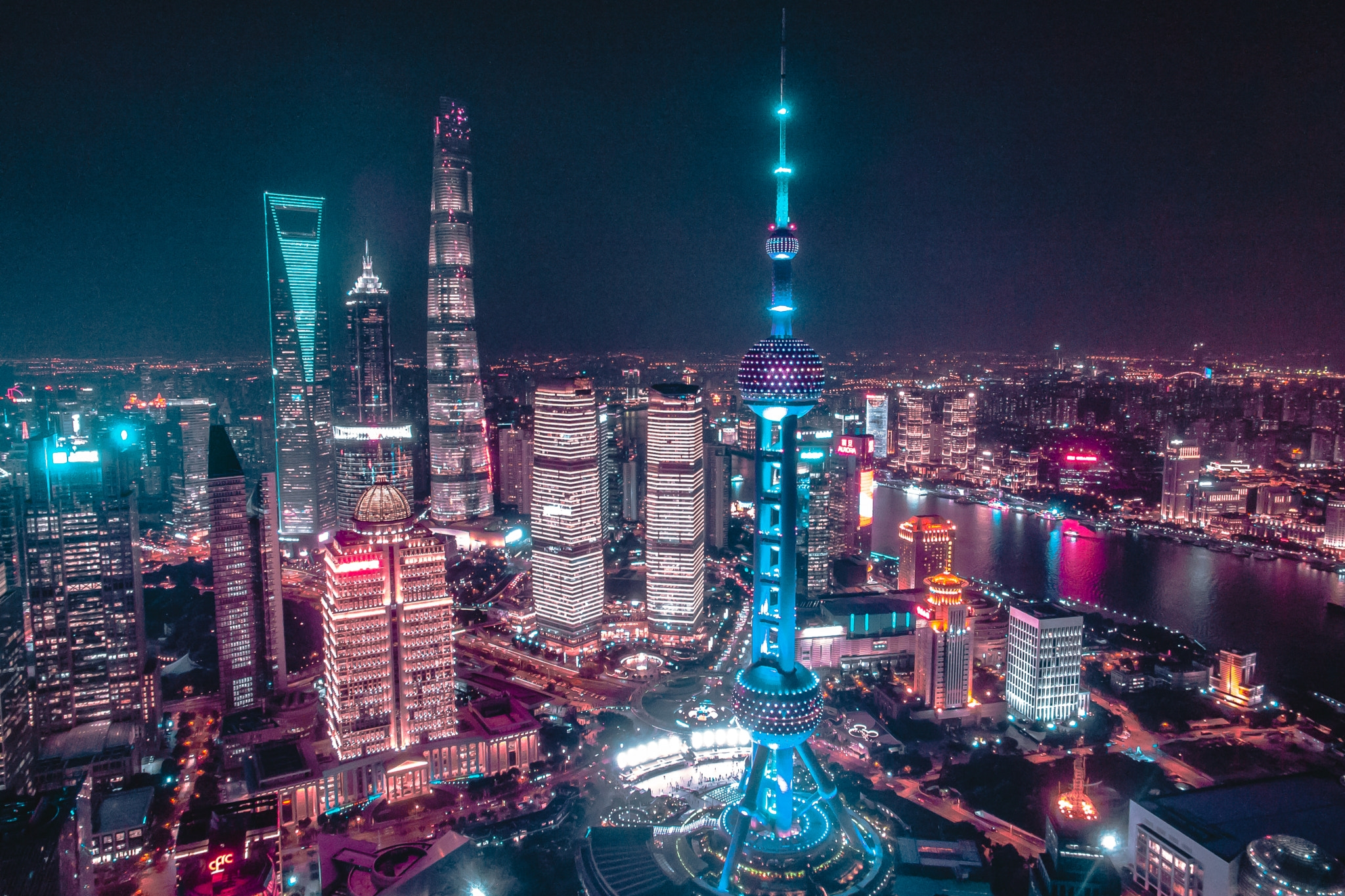
陆家嘴金融貿易區

中華人民共和國的上海，是中国大陆地区经济最为发达的城市。上海生产总值约占全国的4%，多年来位居中国大陆城市之首。2011年全市生产总值为19195.69亿元。整个“十一五”规划期间，全市生产总值达到69054.99亿元。而地方财政上，上海市2010年度达2873.58亿元，地方支出达3302.89亿元。而社会固定资产投资总额达到5317.67亿元。目前上海的产业结构为倒金字塔结构。而传统的支柱产业，如纺织业、低端制造业、劳动密集型产业基本迁往郊区、外省或已结业。总而言之，上海市整体产业结构进步明显，已形成并逐渐巩固了自己的核心竞争力。

## 模式
经济学家黄亚生认为上海模式的主要特点包括政府深度干预、盲目地追求地区生产总值、不注重居民收入的提高等。目前上海模式遭遇困境，一个重要因素便是不恰当的政策。上海的商业政策重心首先是国有企业，其次是外资企业，最后才是当地中小企业。
韩正表示上海要深刻认识变化中的四个不适应：对互联网迅猛发展和科技快速变化带来的挑战和冲击不适应；对经济增长速度换挡期发展不适应；对市场在资源配置中起决定性作用不适应；对依法执政、依法行政、依法管理不适应。
截至2023年7月，在沪外资企业数量7万家，贡献了上海市约四分之一的GDP、约三分之一的税收、二分之一以上的规上工业总产值、近三分之二的外贸进出口总额。

## 經濟數據

### 政府收入及開支
| 財政年度 | 一般公共預算收入 | 同比增速（%） | 一般公共預算支出 | 同比增速（%） | 盈餘(赤字) | 備註 |
| -------- | ---------------- | ------------- | ---------------- | ------------- | ---------- | ---- |
| 2023年   | 億人民幣         |               | 億人民幣         |               |            |      |
| 2022年   | 7,608.2億人民幣  |               | 9,393.2億人民幣  |               |            |      |
| 2021年   | 7,771.8億人民幣  |               | 8,430.9億人民幣  |               |            |      |

## 农业

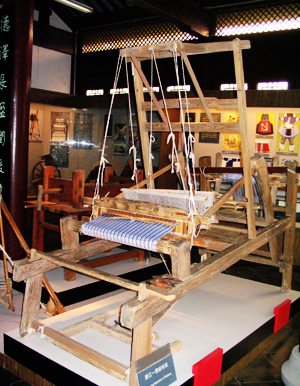
黄道婆改进的乌泥泾织机

上海由于属于亚热带季风气候，一年四季分明。全年平均气温15.5℃，自有气象记录以来，最高气温为40.8℃（出到在2013年8月7日），最低气温为－12.1℃。常年11月中旬初霜，次年4月上旬终霜，年均无霜期225天。年均日照时达1934.4小时，太阳辐射总量4670兆焦耳/平方米，其中光合有效辐射占一半。年均有效积温2630℃·日。雨量充沛，年雨日130天，平均年雨量1145.4毫米。光、热、水基本同季，农业气候条件比较优越。自古代以来，上海一直为鱼米之乡，水稻、渔业、蔬菜的产量都相对较高。早在上海开埠后，随着城市化进程，农用耕地和产鱼河流减少和被湮埋，依靠传统耕种手法的农业一度受到很大影响。自1990年代起，上海农业开始向高科技和机械化发展。

### 传统农业
上海的传统农业主要是精耕细作，以渔业、盐业和种植业为主。早在秦汉时期上海地区就已经“海滨广斥，盐田相望”。到了元代，江浙地区的34个盐场中，松江府就独占五个，成为重要产盐地区。此外，江南地区水网纵横，气候适宜，成为渔业和水稻种植的最适合地区。唐代，上海地区的薄稻米作为贡米送往京师长安。吴越国时期，华亭县大肆兴建堰闸等水利设施，使得农业种植得到更好的保障。宋代，华亭县亩产稻谷更能达到两至三石，成为当时中国粮食的高产区。进入明代以后，除粮食生产外，上海地区因为纺织技术的改革，开始大量种植棉花等经济类作物。加上黄道婆的改革，松江棉布闻名国内，产量极高，被誉为“衣被天下”。

### 现代农业

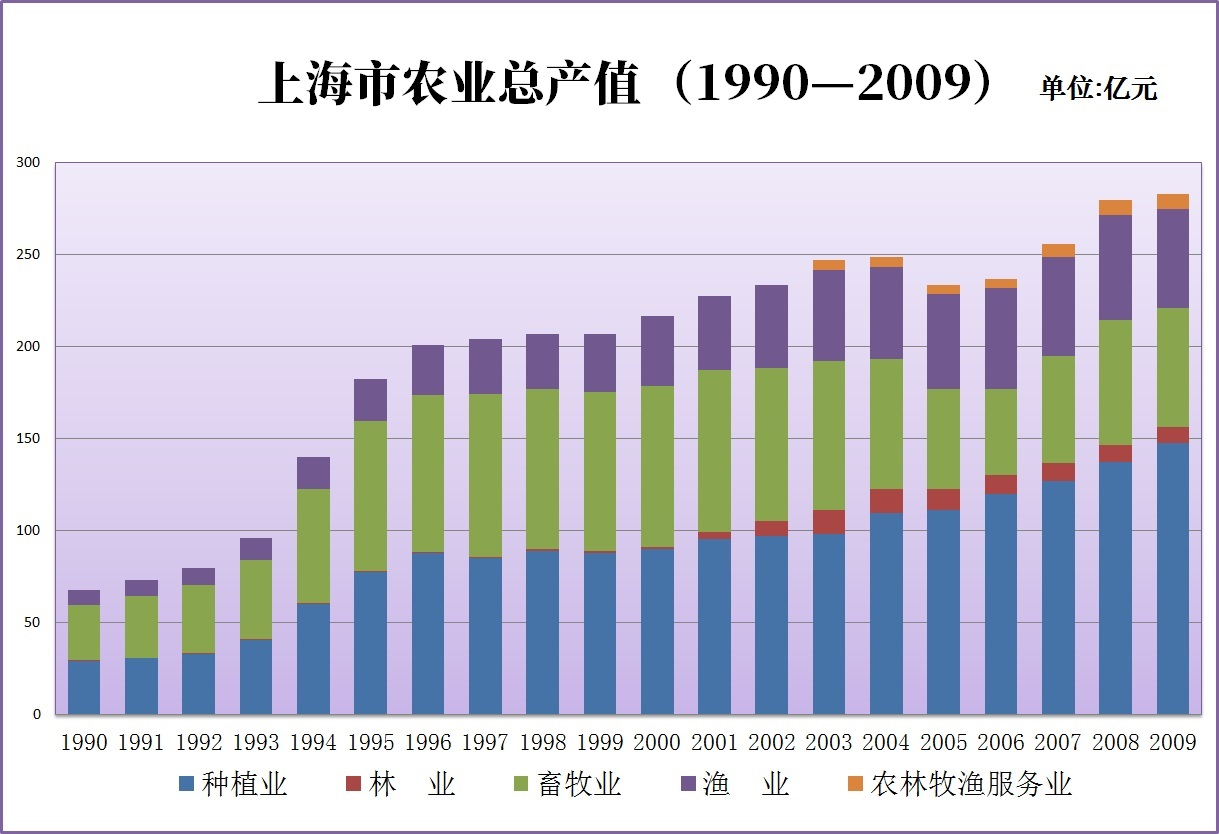
上海农业总产值（1990～2009）

1988年，在时任市长的朱镕基的主持下，为了解决城市粮农副食品的供应，开始建设“菜篮子工程”，由此上海的农业现代化开始高速发展。1990年代初，现代化农业就取得了明显的效果。目前，上海的农业基本实现现代化。依靠高科技、标准化、机械化生产、兴建水利、农业园区和农业保险补贴等六个方面构成现代化农业网络。
到2009年，全市粮食播种面积289.9万亩，夏粮种植面积110.1万亩，秋粮种植面积179.8万亩。全年粮食总产量达121.7万吨，水稻单产达到553.1公斤，创历史新高。菜田面积60.3万亩，播种面积187万亩次，地产蔬菜总上市量341.9万吨。此外，在10个郊区县及光明食品集团建立了14个多项绿色防控技术集成示范区，面积达1.05万亩，建立了单项绿色防控技术示范区45个，总面积1.46万亩。全市实现机械耕种的面积达583万亩，机耕率为98.21%；水稻种、收机械化程度分别为37.91%、99.43%；二麦种、收机械化程度分别为16.51%、99.22%。

## 工业

### 轻工业

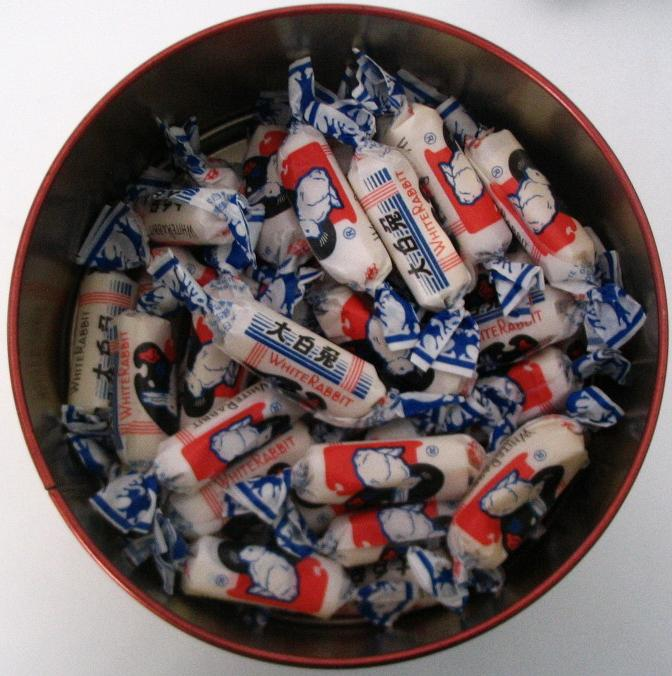
上海轻工业品的代表——大白兔奶糖

轻工业是上海发展最早也是最为成熟的工业部门。丝绸与纺织行业是自明代就已经颇具规模。上海开埠后，由于倚靠的江南地区的富庶，加上轻工业投入相对较少，资金回笼快，中外资本纷纷在沪开设轻工业的工厂，并形成激烈竞争。计划经济时期，上海生产的轻工业品行销全国，上海基本成为质量和时尚产品的代名词。上海的一系列食品、日化、钟表、自行车、缝纫机、摄影器材、仪器、办公耗材等等轻工业品共有90多大类，两万多种花色品种，成为中国轻工业生产最重要的基地。永久牌自行车、大白兔奶糖、上海牌手表、蝴蝶牌缝纫机、六神花露水等等经典产品深深影响了几代人。目前，上海在自行车制造、食品生产、日化用品中仍就保持较大規模。

### 重工业

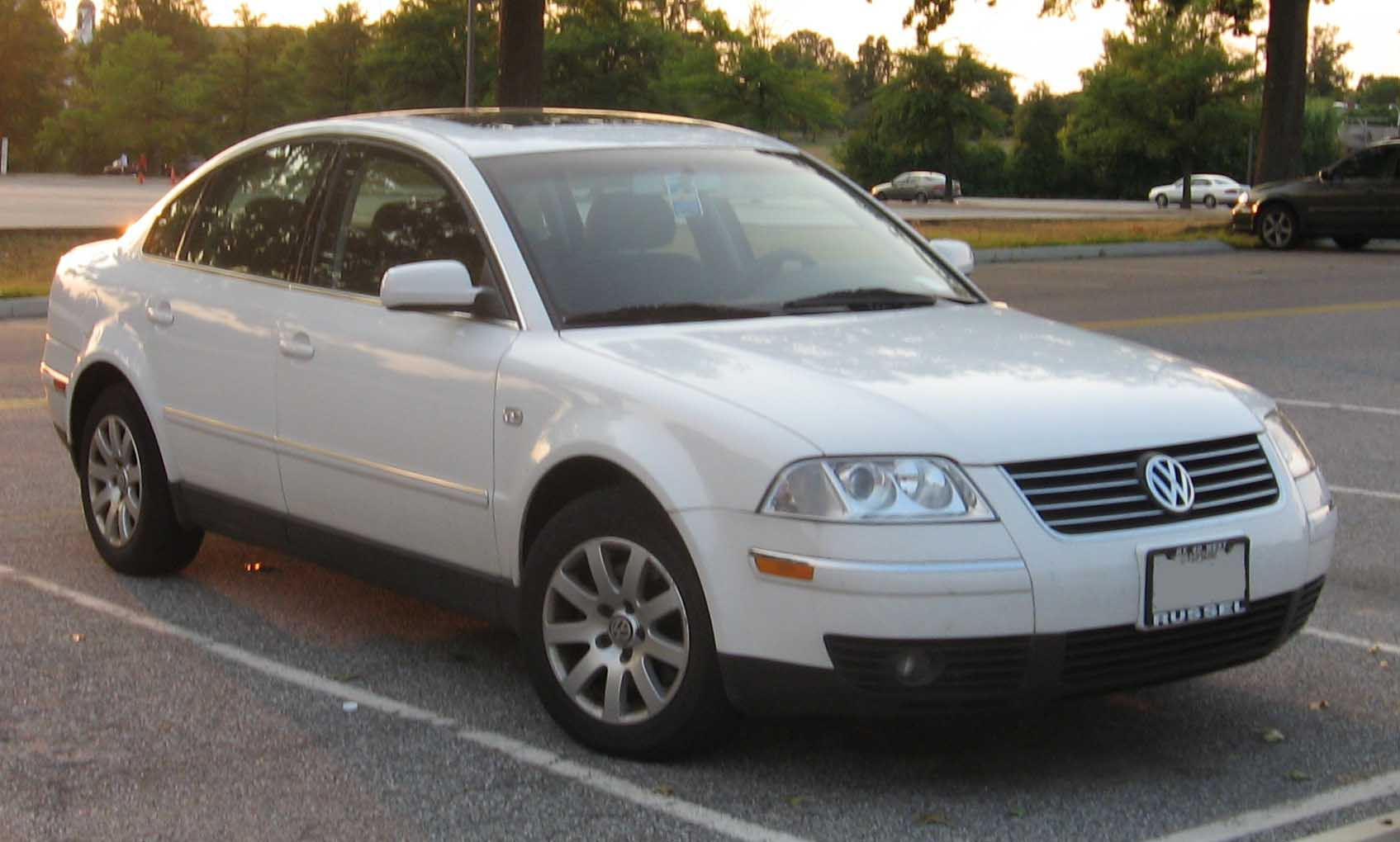
上海大众汽车公司--帕萨特B5系列

上海，自洋务运动伊始，便成为中国最重要的工业基地，而江南制造总局则是上海重工业的起点。国民政府时期和计划经济时期，上海的工业发展水平就已在全国遥遥领先。1911年，中国全部工厂的大约四分之一落户在上海，1933年，將近一半的工廠位於上海，1949年上海戰役时，大约60%的工厂集中在上海。由于上海交通便利、科学文化发达，因此众多重工业产品的科研基地和生产基地都位于上海。改革开放初期，由于中央政策原因，中国东南地区快速发展，使上海的工业面临边缘化的危机，但自1990年代中期以来，随着浦东新区的开发，以及财政转移支付比重减少等多方面的原因，上海的工业又重新焕发了新的生机。上海工业主要以冶金、石油化工、机械、电子工业、汽车、航空、航天、超高速运算计算机、船舶制造等行业为主。张江高科汇集了大量的高端制造业。
目前，在交通工业方面，上海大众、上海通用成为中小型乘用车生产的重要基地，申沃客车则是重要的大型车生产基地，而上海阿尔斯通交通设备有限公司则承担了轨道交通方面的生产。而在航空工业领域，目前上海是中国航空工业的研发基地，是大型国产客机的生产商中国商用飞机有限责任公司的总部基地。此外江南造船厂等领衔的造船工业也是上海的一大支柱产业，年造船能力超过千万吨。而在冶金和石油化工方面，上海宝钢和上海石化也居于国内行业的领先地位，宝钢集团更是在全球钢铁企业中位列第三。

## 商业
上海是中国近现代以来的商业中心。
上海自建城以来，由于处于富庶的江南平原地区，加之自身传统自然经济手工业的发达。因而早在宋明时期，便已经是有名的商埠。元朝政府在上海设市舶司，使得上海的商业和海外贸易得到了极大发展。明代，松江府成为全国纺织手工业和棉布贸易中心。清康熙年间，由于海禁解除，加之江海关的设立，上海棉布贸易迅速扩大。至嘉庆、道光年间，每年销往英国的上海棉布就多达80万匹。
上海开埠后，海外商品源源不断的由上海进入内地。上海的进口贸易得到了飞速发展。到1850年代中期起，上海已经超越广州，成为全国的外贸中心，上海的市面也变得异常繁华。到1908年，据《上海华商行名簿册》记载，租界内共有包括银行、钱庄、商店、工厂、交通等各类企业、店铺在内，总数已达10534户，如今世界知名的南京路在此时已经初具规模。

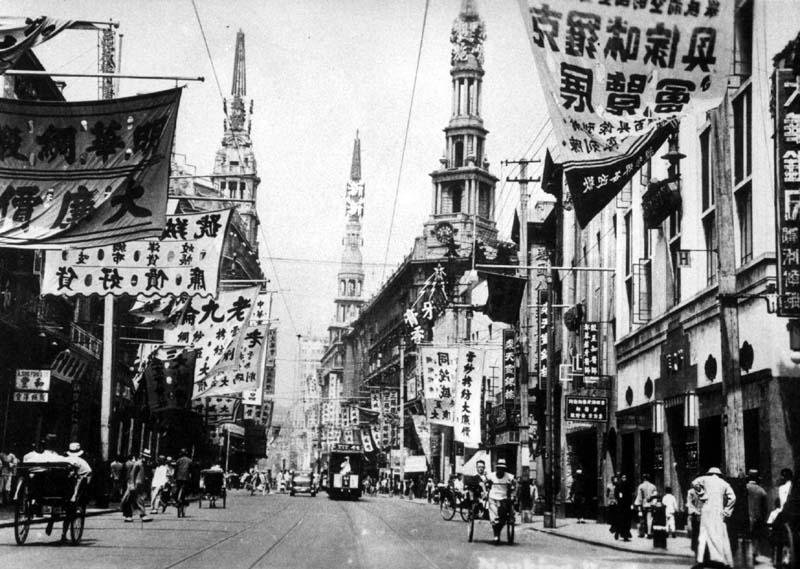
1930年代南京路

一战爆发后，民族商业也得到飞速发展，一些日后知名的环球百货公司在此时入驻南京路和上海其他地区。永安、先施、大新、新新公司被合称为南京路的四大百货公司，销售许多全球各地最新颖的百货。孤岛时期，上海商业呈现出了畸形的繁荣。
1956年以后，由于计划经济和公私合营的实行。上海商业进入一个新的时期。这一时间内，主要都是国营商店维系着上海的商业运行。居民日常购物，从粮食、副食品到电视机、自行车都依赖票证进行购买。1983年起到1993年，票证逐步退出上海的商业，市场开始实行敞开供应。从1990年代中叶起，超市、卖场、便利店等现代化商业模式开始进入上海。传统的杂货店和百货商店开始逐步消失或转变功能。
到1990年代，上海拥有三条主要商业街区和几大商业中心，分别为南京东路、淮海中路、四川北路、豫园、徐家汇等。后经过20年的再度高速发展，至2010年末，上海的商业中心已经扩展到十个，分别为：南京东路商业中心、南京西路商业中心、淮海中路商业中心、四川北路商业中心、徐家汇商业中心、张杨路商业中心、豫园商城商业中心、五角场商业中心、新客站不夜城商业中心、中山公园商业中心。商业中心也从市区的市中心位置逐步扩展至市区的次中心区域，辐射范围不断扩大。根据上海市政府2010年出台的商业报告显示，中山公园与五角场是在原八商业中心的基础上新增的两个商业中心。

## 金融业

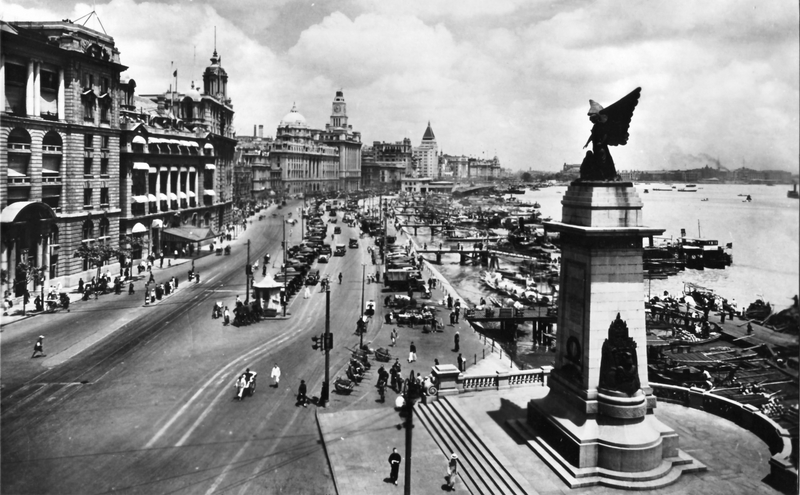
1928年的上海外滩

1949年以前，上海是中国的商业金融中心、亚洲和远东的国际金融中心。当时上海汇集着号称四行两局一库的中央银行、中国银行、交通银行、中国农民银行、中央信托局、邮政储金汇业局和中央合作金库的国家资本金融机构，以及数量众多的外资、私有银行、钱庄和信托公司。当时，总部设在上海的国内银行占银行同业公会注册会员的81%。经过国民政府黄金十年的发展，至抗日战争爆发前，上海的各类私有银行、钱庄与信托已经达到了105家，在华外资银行共32家。其中落户上海的有27家，而同年香港地区只有17家。与外滩平行的江西路，则因坐落大批金融机构，如金城、盐业、浙江兴业等银行，所收存款额占全国存款总额的三分之一以上，而被誉为“东方华尔街”。
当年，上海金融市场非常发达、金融工具品类繁多。除了证券市场以外，还拥有同业拆借、贴现等货币市场，内汇、外汇市场和标金（黄金）市场与大条银（白银）市场。在资本市场方面，上海当时是仅次于纽约和伦敦的全球第三大股票市场和第三大债券市场。上海当时既是全国资金调剂中心，也是远东国际交易活跃的金融中枢：1936年，上海的黄金市场全年成交数实际达到3116万条，折合美元1100余万元。这一数字超过日本的东京和大阪之和，也超过了法国的巴黎。“每日交易额之巨，虽不足与伦敦、纽约媲美，然凌驾法、印、日之上”。
1949年以后，一些上海的资本家已经逃离到香港、台湾或者海外其他地方。也有一些留在上海，继续经营。最后在1956年初，都被公私合营取代。1950年，上海证券交易所因参与投机和外汇交易被上海市军管会关闭。1952年底，上海私营金融机构的数量减至60余家。1956年初，官方实行公私合营政策，最后全部合并为统一的公私合营银行联合总管理处。所有资本市场也被关闭，上海的亚洲金融中心地位后被东京、新加坡和香港取代。

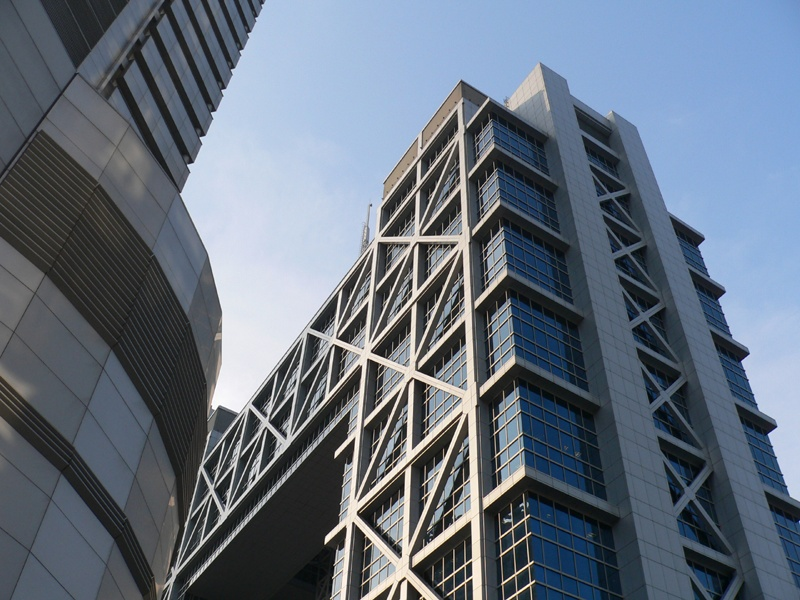
上海证券交易所大厦

1987年4月1日，交通银行在上海重新恢复对外营业。1990年11月26日，上海证券交易所再度成立，上海金融市场开始恢复。到2009年年底，上证总市值为18.3万亿元人民币，位居全球第五、成交金额居全球第三、新股发行募集资金总额居全球第六，并在近几年吸引了众多优秀的大型企业来沪上市融资。2005年8月，中国人民银行上海总部在沪揭牌。目前总行设在上海的国有银行有交通银行、上海浦东发展银行、上海银行和上海农村商业银行等。2010年2月21日，由全球著名的毕马威咨询公司参与制定，法国巴黎大区投资促进协会发表公布的“世界最具吸引力”城市排行榜中，英国伦敦位居榜首，排名第二的是中国上海。上海拥有的现代化研究中心数量和写字楼数量甚至超过了英国伦敦。陆家嘴成为新的金融区，并且与浦江对岸的外滩金融街遥相辉映。

## 发展困境与机遇
2008年后上海经济增速变缓，经济总量在中国省级行政单位中的排名从第七位跌至第十一位，经济成长率成长除2010年因举办2010年上海世博会外均位于全国末尾，人均GDP亦于2009年和2012年被天津市和北京市超越退居中国大陆第三，为1949年以来从未有过。2013年上海经济成长目标为7.5%，亦为全国最低。
上海近年来地区生产总值变化
| 年份             | 1978  | 1980  | 1982  | 1984  | 1986  | 1988  | 1990  | 1992  | 1994  | 1996  | 1998  | 2000  | 2002  | 2004  | 2006   | 2008   | 2010   | 十一五末 |
| ---------------- | ----- | ----- | ----- | ----- | ----- | ----- | ----- | ----- | ----- | ----- | ----- | ----- | ----- | ----- | ------ | ------ | ------ | -------- |
| 生产总值（亿元） | 272.8 | 311.9 | 337.1 | 390.9 | 490.8 | 648.3 | 781.7 | 1,114 | 1,991 | 2,958 | 3,801 | 4,771 | 5,741 | 8,073 | 10,572 | 14,070 | 17,166 |          |
| 相对于1978年     | 1.00  | 1.14  | 1.26  | 1.43  | 1.80  | 2.37  | 2.86  | 4.08  | 7.30  | 10.84 | 13.93 | 17.49 | 21.04 | 29.60 | 38.75  | 51.57  | 62.92  |          |
| 占全国比重（%）  | 7.48  | 6.86  | 6.33  | 5.42  | 4.78  | 4.31  | 4.19  | 4.14  | 4.13  | 4.16  | 4.50  | 4.81  | 4.77  | 5.05  | 4.89   | 4.48   | 4.28   |          |

另一方面，由于上海经正经历发展阵痛期，因此使得上海经济处于产业升级和机制创新的新阶段，各行业的产业升级换代均在进行之中，逐渐摆脱了传统依赖廉价劳动力和高能耗的发展模式，上海经济再次起飞的基础逐步打稳，而从GDP的含金量看上海经济成长的含金量逐步提高且大幅领先于中国其他地区，经济发展依旧具有巨大潜力。
| 年份 | 商品房    | 增長率（%） | 住宅商品房 | 增長率（%） | 別墅、高檔公寓 | 增長率（%） |
| ---- | --------- | ----------- | ---------- | ----------- | -------------- | ----------- |
| 2022 | 40,302.00 | ▲11.63%     | 44,430.00  | ▲08.43%     |                |             |
| 2021 | 36,102.00 | ▲06.82%     | 40,974.00  | ▲11.52%     |                |             |
| 2020 | 33,798.00 | ▲10.17%     | 36,741.00  | ▲11.59%     |                |             |
| 2019 | 30,677.00 | ▲14.08%     | 32,926.00  | ▲13.61%     | 64,003.00      | ▲02.22%     |
| 2018 | 26,890.08 | ▲12.96%     | 28,981.11  | ▲16.55%     | 65,458.33      | ▲20.33%     |
| 2017 | 23,804.00 | ▼03.81%     | 24,866.00  | ▼04.03%     | 54,399.00      | ▲27.29%     |
| 2016 | 24,747.00 | ▲18.13%     | 25,910.00  | ▲20.51%     | 42,735.00      | ▲14.22%     |
| 2015 | 20,949.00 | ▲24.79%     | 21,501.00  | ▲30.98%     | 37,415.00      | ▲11.97%     |
| 2014 | 16,787.00 | ▲02.24%     | 16,415.00  | ▲01.38%     | 33,415.00      | ▲15.55%     |
| 2013 | 16,420.00 | ▲16.77%     | 16,192.00  | ▲16.74%     | 28,917.00      | ▲02.56%     |
| 2012 | 14,061.37 | ▼03.71%     | 13,869.88  | ▲02.24%     | 28,195.63      | ▲06.82%     |
| 2011 | 14,603.24 | ▲00.96%     | 13,565.83  | ▼05.07%     | 26,396.13      | ▲05.79%     |
| 2010 | 14,464.00 | ▲12.65%     | 14,290.00  | ▲15.58%     | 24,952.00      | ▲12.75%     |
| 2009 | 12,840.00 | ▲56.68%     | 12,364.00  | ▲52.36%     | 22,131.00      | ▲73.01%     |
| 2008 | 8,195.00  | ▼01.99%     | 8,115.00   | ▼01.67%     | 12,792.00      | ▼01.59%     |
| 2007 | 8,361.00  | ▲16.19%     | 8,253.00   | ▲17.25%     | 12,999.32      | ▲19.98%     |
| 2006 | 7,196.00  | ▲05.17%     | 7,039.00   | ▲05.09%     | 10,835.00      | ▲40.35%     |
| 2005 | 6,842.00  | ▲16.86%     | 6,698.00   | ▲16.26%     | 7,719.83       | ▲18.06%     |
| 2004 | 5,855.00  | ▲14.40%     | 5,761.21   | ▲15.48%     |                |             |
| 2003 | 5,118.00  | ▲23.80%     | 4,989.00   | ▲24.51%     | 6,539.00       | ▲12.99%     |
| 2002 | 4,134.00  | ▲06.93%     | 4,007.00   | ▲09.54%     | 5,787.00       | ▼05.53%     |
| 2001 | 3,866.00  | ▲08.44%     | 3,658.00   | ▲09.98%     | 6,126.00       | ▲00.29%     |
| 2000 | 3,565.00  |             | 3,326.00   |             | 6,108.00       |             |